# William Little Hughes
William Little Hughes est un traducteur et fonctionnaire d’origine irlandaise né le 23 novembre 1821 à Dublin, mais élevé en France, et mort à Paris le 5 janvier 1887 des suites « d'une attaque d'apoplexie ». Il est principalement connu pour ses traductions de romans anglais et américains, dont Devereux (1864) d'Edward Bulwer-Lytton, La petite Dorrit (1869) de Charles Dickens et Les aventures de Tom Sawyer (1884) et Les aventures de Huck Finn : l'ami de Tom Sawyer (1886) de Mark Twain.

## Biographie
On ne dispose d’aucun renseignement sur l’enfance et les études de cet homme de lettres irlandais. On sait cependant qu’il est entré au service du Ministère de l’Intérieur (France) en avril 1864 en tant que traducteur de l’anglais au français. Entre 1858 et 1890, il a publié plusieurs traductions, adaptations et imitations pour différentes maisons d’édition, dont Hachette, J. Hetzel et A. Hennuyer. Plusieurs grands hommes de lettres, dont Philarète Chasles et Charles-Augustin Sainte-Beuve, aimaient à consulter Hughes pour des questions de traduction ou de compréhension de l’anglais. Hughes aurait également entretenu une amitié avec Auguste Lacaussade, poète, journaliste et traducteur réunionnais, à qui il a dédié sa traduction Les mémoires d’un valet de pied (1859). Fervent collectionneur des œuvres originales et traduites de William Shakespeare, il était collaborateur de nombreuses revues, dont La Gazette des femmes et Le Monde illustré.

## Famille
On en sait peu sur la famille de William Little Hughes outre les noms de ses parents – William et Margaret Hughes –, qui figurent dans le registre des baptêmes de la paroisse/congrégation ou de l’église St. Mary dans la région de Dublin. Il avait cependant au moins un frère ou une soeur, puisque ce serait un neveu qui aurait identifié la dépouille de Hughes à l’hôpital après sa mort. Il était également célibataire lorsqu’il est décédé.

## Listes non exhaustives des œuvres
À noter que les œuvres ci-dessous sont classées en fonction de la mention qui figure sur la page couverture de chacune (c.-à-d. « traduit de l’anglais par », « adapté de l’anglais par » ou « imité de l’anglais par »). Il convient cependant de souligner que certaines traductions sont en réalité des adaptations (voir le cas des Aventures de Huck Finn : l'ami de Tom Sawyer [1886]).

### Traductions
| Année de publication | Titre                                            | Maison d'édition | Source           |
| 1859                 | Les Mémoires dun valet de pied                   | A. Bourdilliat   | Gallica          |
| 1862                 | Contes inédits d'Edgar Poe                       | J. Hetzel        | Gallica          |
| 1864                 | Devereux, tome 1                                 | Hachette         | Gallica          |
| 1864                 | Devereux, tome 2                                 | Hachette         | Gallica          |
| 1865                 | Histoire d'une chandelle                         | J. Hetzel        | Gallica          |
| 1869                 | La petite Dorrit, tome 1                         | Hachette         | Gallica          |
| 1869                 | La petite Dorrit, tome 2                         | Hachette         | Gallica          |
| 1880                 | Les temps difficiles                             | Hachette         | Gallica          |
| 1884                 | Les aventures de Tom Sawyer                      | A. Hennuyer      | Gallica          |
| 1886                 | Les aventures de Huck Finn : l'ami de Tom Sawyer | A. Hennuyer      | Internet Archive |

### Adaptations
| Année de publication' | Titre                      | Maison d'édition | Source  |
| 1880                  | Récits d’un humoriste      | A. Hennuyer      | Gallica |
| 1890                  | Les contes de tante Judith | J. Hetzel        | Gallica |

### Imitations
| Année de publication | Titre                                                      | Maison d'édition | Source  |
| 1868                 | Ma maison : histoire familière de mon corps                | P. Brunet        | Gallica |
| 1873                 | Histoire de la famille Chester et de deux petits orphelins | J. Hetzel        | Gallica |
| 1879                 | Les bébés d'Hélène                                         | A. Hennuyer      | Gallica |